# 卡尔穆兰迪亚
卡尔穆兰迪亚是巴西托坎廷斯州的一个市镇。总面积339.401平方公里，总人口2313人，人口密度6.8人/平方公里。